# Gilzan
Gilzan fou un regne del nord-oest del llac Urmia, regió de Salman o de Zaravand, aliat de vegades a Urartu i de vegades sotmès a Assíria. Apareix també com a Guzan, Gurzan i Kirzan (Hirzan), i G. Maspero diu que es considera situat entre l'Araxes i el llac Urmia a les províncies perses de Khoi i Marand. Schraeder el connecta directament amb Kirruri per un costat i amb Kurkhi per un altre el que el situaria a la regió de Bidlis on hi ha una població que es diu Ghalzan i unes muntanyes Ghalzan Dagh; un kaza otomà del sandjak de Sert es deia Kharzan i un kaza del sandjak de Bidlis portava el nom de Khizan. El nom recorda a la província romana d'Arzanene, l'Ardzn armènia (la substitució de la inicial "g" o "h" per una "a" aspirada és raonable); d'alguns passatges de Schraeder es diria que cal situar Hilzan entre els sandjaks de Van i d'Hakkari.
El 857 aC el rei assiri Salmanasar III (859 aC-824 aC) va fer una incursió devastadora a Urartu atacant fins i tot la capital del país. D'allí va passar fins al llac Urmia pel país de Gilzan (possiblement Zaravand o la regió de Salmas al nord-oest del llac Urmia) el rei del qual, Shua, se li va sotmetre efímerament. Una vegada els assiris van sortir del país, el rei de Gilzan va seguir la seva política independent i d'aliança amb Urartu.
El 828 aC el mateix rei va enviar l'exèrcit assiri al Mutsatsir que no va poder sotmetre, i seguí més al nord, al país de Manna i finalment l'exèrcit va entrar al regne de Gilzan on el rei Upu va acceptar de pagar tribut.